# Bibionidae
Bibionidae là một họ ruồi (Diptera). Khoảng 650-700 loài được biết đến trên toàn thế giới.

## Danh sách các loài
- West Palaearctic including Russia
- Nearctic Lưu trữ ngày 20 tháng 5 năm 2011 tại Wayback Machine
- Australasian/Oceanian
- Japan Lưu trữ ngày 27 tháng 5 năm 2019 tại Wayback Machine

## Hình ảnh
- Diptera.info
- BugGuide